# Everything2
Everything2, ou simplesmente E2, é uma grande comunidade de colaboração na Internet. Ela se autodenomina como tendo "um crescimento por ser uma enciclopédia editável muito simples para uma comunidade online focada na escrita, publicação e edição de um banco de dados de qualidade com conteúdo informativo, de introspecção e de humor."
Na E2  é possível encontrar artigos informativos sobre praticamente qualquer assunto que você possa imaginar - e muitos que você nunca pensou. também  é possível encontrar humor, poesia, ficção, opinião, críticas, experiências pessoais, e outras coisas que são difíceis de categorizar. Muitas vezes você vai encontrar Artigos (também chamado Elaborados) escritos sob o mesmo título em uma coleção chamada de nó. Artigos estão ligados a outros deliberadamente pelos autores e pelos leitores registrados. Assim, seguindo os links de um artigo para outro, os usuários registrados estão contribuindo para o local, deixando "pegadas" que os futuros leitores possam seguir.